# Nischapur (Verwaltungsbezirk)
Nischapur oder Neyschabur (persisch شهرستان نیشابور) ist ein Verwaltungsbezirk (Schahrestan) in Razavi-Chorasan, Iran. Die Hauptstadt ist Nischapur, bei der Volkszählung 2011 gab es 433.104 Einwohner, die sich auf 118.214 Familien verteilten. 
Der Verwaltungsbezirk Nischapur umfasst die Kreise (Bachsch): Zentraler Kreis, Sarvelayat, Zeberchan und Miyan Dscholgeh.
Im Verwaltungsbezirk Nischapur gibt es zehn Städte: Tschekneh, Charw, Darrud, Eschqabad, Qadamgah, Eschaqabad, Barzanun, Baqschan, Bar und Nischapur.

## Nischapur-Massaker
Das mongolische Heer von Dschingis Khan griff im April 1221 Nischapur an. Dabei brachte sein Heer 1.747.000 Bürger um.